# Encephalartos gratus
Encephalartos gratus — вид голонасінних рослин класу саговникоподібні (Cycadopsida).
Етимологія: лат. gratus — «приємний».

## Опис
Рослини деревовиді; стовбур 2,5 м заввишки, 60 см діаметром. Листки довжиною 120—200 см, темно-зелені, сильно блискучі, хребет зелений, троха зігнутий; черешок прямий, з 1–6 шипами. Листові фрагменти ланцетні; середні — 18–26 см завдовжки, 20–35 мм завширшки. Пилкових шишок 15-20, веретеновиді, вони коричневі, довжиною 30–40 см, 4,5–10 см діаметром. Насіннєвих шишок 2–5, вони яйцеподібні, коричневі, довжиною 55–65 см, 15–20 см, діаметром. Насіння довгасте, довжиною 30–40 мм, шириною 14–20 мм, саркотеста червона.

## Поширення, екологія
Країни поширення: Малаві; Мозамбік. Записаний від 650 до 900 м над рівнем моря. Цей вид зустрічається на крутих схилах в ущелинах поблизу потоків. Рослини ростуть у савані, але не в гущині. Рослини, здається, адаптовані до періодичного циклу пожеж.

## Загрози та охорона
Цей вид знаходиться під загрозою через руйнування середовища проживання, щоб зробити місце для чайних плантацій.